# Ulrich II de Mecklembourg-Stargard
Ulrich II de Mecklembourg-Stragard, (en allemand Ulrich II von Mecklenburg-Stargard), né avant 1428, décédé le 13 juillet 1471.
Il fut duc de Mecklembourg-Stargard de 1466 à 1471.

## Famille
Fils de Henri de Mecklembourg-Stargard et d'Adélaïde de Poméranie.

### Mariage et descendance
En 1454, Ulrich II de Mecklembourg-Stargard épousa Catherine de Mecklembourg-Werle (†1475), (fille de Guillaume de Mecklembourg-Werle-Güstrow).
Deux enfants sont nés de cette union :
- Adélaïde de Mecklembourg-Stargard (†1509), en 1490 elle épousa le comte Erverwin II von Bertheim (1461-1530)

- Élisabeth de Mecklembourg-Stargard (1470-1532), prieure au monastère de Rehna.

## Biographie
Ulrich II de Mecklembourg-Stargard régna conjointement avec son père. À la mort de ce dernier, il régna seul. Comme Ulrich Ier de Mecklembourg-Stargard certaines rumeurs circulèrent au sujet d'un empoisonnement. Ulrich II de Mecklembourg-Stargard fut inhumé au monastère de Wanzka.
Avec Ulrich III s'éteignit la lignée de Mecklembourg-Stargard. Sous le règne d'Henri IV de Mecklembourg, ce duché retourna au duché de Mecklembourg-Schwerin.

## Généalogie
De la lignée de Mecklembourg-Stargard, Ulrich II de Mecklembourg-Stargard appartient à la première branche de la Maison de Mecklembourg. Cette lignée s'éteignit avec Ulrich III.